# Le Courant électrique
Pour plus de détails, voir Fiche technique et Distribution.
Le Courant électrique est un film muet français réalisé par Segundo de Chomón et sorti en 1906. Selon Juan-Gabriel Tharrats, ce film est un remake du film homonyme de Gaston Velle.

## Synopsis
Après s'être fait voler, un épicier électrifie les produits de son étal. Les récidivistes vont en pâtir.

## Fiche technique
- Titre : Le Courant électrique
- Réalisation : Segundo de Chomón
- Scénario : Segundo de Chomón
- Société de production : Pathé Frères
- Langue originale : Muet
- Format : Noir et blanc
- Genre : Comédie
- Durée : 1 minute 15 secondes